# Sombreiro
Sombreiro (também conhecida por sombra-de-vaca ou palheteira; Clitoria fairchildiana R.A.Howard; família Fabaceae) é uma árvore presente no Brasil, com domínio fitogeográfico na floresta amazônica. É conhecida popularmente por sombreiro devido ao enorme tamanho e espessura de sua copa. O sombreiro é muito utilizado na arborização de estradas, praças, jardins e parques de estacionamento.

## Características
O sombreiro é uma árvore de grande porte com uma altura que varia de 5 a 10 metros e de 10 a 15 metros, porém possui um tronco curto (de 30 a 40 cm de diâmetro). Floresce durante o verão, podendo prologar sua floração até os meses de abril e maio em algumas regiões. Seus frutos amadurecem no período entre os meses de maio e julho, quando se inicia a queda das folhas. Possui folhas brilhantes e é uma árvore frondosa.

## Utilidades
Pelas características de sua copa, o sombreiro é muito utilizado na ornamentação de ambientes urbanos e é plantado em parques e jardins, com preferência para solos férteis e úmidos. Por possuir uma copa densa, o sombreiro é utilizado também para fazer uma ótima sombra - daí a origem de seu nome popular. Foi muito utilizado em projetos paisagísticos e de arborização urbana nas décadas de 70 e 80 e hoje não é mais tão utilizado por causa do pouco conhecimento dos profissionais atuais sobre a espécie. Pode ser testado na recuperação de áreas degradadas por seu rápido crescimento e sua fixação de nitrogênio no solo.

## Taxonomia
Clitoria fairchildiana R.A.Howard é o nome aceito para a espécie. Existem pelo menos quatro outros sinónimos: Centrosema spicata Glaz., Clitoria racemosa Benth., Neurocarpum racemosum Pohl e Ternatea racemosa (Benth.) Kuntze.

## Fitoquímica
O sombreiro contém rotenóides com capacidades anti-inflamatórias.